# Последний заяц
«Последний заяц» — советский рисованный мультфильм 1971 года Творческого объединения «Экран». Режиссёр Борис Бутаков создал мультфильм о необходимости охраны природы. Был показан по Центральному телевидению.

## Сюжет
В зимнем лесу тихо. Но на лесной разъезд прибыл поезд, и в лесу загрохотали выстрелы. Заяц бежал по лесу, а за ним группа охотников с ружьями. Вдруг заяц увидел впереди волка, за которым тоже гнались охотники. Заяц в ужасе заметался и прыгнул вверх на толстую нижнюю ветку дерева. Волк тоже увидел впереди охотников, огляделся и прыгнул на ту же ветку. Обе группы охотников пробежали дальше. Волк и заяц спрыгнули с ветки и побежали, но вокруг гремели выстрелы. Друзья по несчастью увидели указатель: «До заповедника 15 км». Они стали пробираться в заповедник. Волк съехал с обрыва прямо на охотника, который испугался настолько, что побросал ружьё, шапку, тулуп, валенки и побежал так, что пятки сверкали. Заяц помог волку надеть брошенную одежду, завязал ему морду шарфом и залез в карман. И отправился волк через лес к заповеднику минуя охотников. Но учуяла волка охотничья собака и залаяла. Пришлось зайцу и волку бежать, побросав маскировочную одежду. Успели они добежать до столба с надписью: «Государственный заповедник» раньше охотников. Пришлось охотникам поворачивать назад — в заповеднике охота запрещена. Заяц и волк обрадовались, но тут увидели объявление: «Звери! Будьте осторожны. В заповеднике могут быть браконьеры. Егерь Ёлкин».
В этот момент выходит браконьер , и раздаётся выстрел .

## Создатели
- Автор сценария и режиссёр: Борис Бутаков
- Художники-постановщики: Борис Бутаков, Галина Черникова
- Оператор: Эрнст Гаман
- Композитор: Владимир Кривцов
- Звукооператор: Л. Пийрсалу
- Монтажёр: Нина Бутакова
- Художники-мультипликаторы: Борис Бутаков, И. Белова
- Ассистент режиссёра: В. Пухова
- Ассистент художника: Ольга Киселёва
- Редактор: Валерия Коновалова
- Директор картины: Л. Садковская
- Создатели приведены по титрам мультфильма.

## Художественные особенности
- В мультфильме не произносится ни одного слова, звучит музыка, звуки живой природы, шум поезда, грохот выстрелов.

## Отзыв критика
Тогда, в конце 1960-х, в советской прессе появилось большое количество статей против браконьерства и в защиту дикой природы. Природоохранная тематика тогда была в новинку, и Бутаков ею «заболел». Даже название сценария «Последний заяц» было позаимствовано из заголовка газетной статьи, хотя Общество охотников и рыболовов и просило его заменить. Бутаков на свой страх и риск сделал мультипликат и смонтировал черновой ролик. Добился просмотра в Госкино. Реакция неожиданно для руководства студии — Валькова и Родионова — была одобрительной. Но в тематическом плане студии «Последний заяц» не появился. Бутаков в отчаянии принял предложение Д. Н. Бабиченко о съёмках «Зайца» в творческом объединении «Экран», и написал заявление об уходе с «Союзмультфильма». Только позже он узнал, что Госкино направляло Валькову запрос о том, почему «Последнего зайца» нет в темплане, но тот спрятал бумагу «под сукно», а после ухода Бутакова ответил, что запуск фильма невозможен ввиду увольнения автора из штата.
За все эти годы он не раз возвращался к природоохранной и «антибраконьерской» тематике: в таких картинах, как «В лесу родилась ёлочка», «Барс лесных дорог».— Георгий Бородин. «Буся»

## Видео
Мультфильм выпускался на DVD в сборнике мультфильмов «В гостях у сказки. Выпуск 3» (дистрибьютор «Крупный план»).